# Scandalous
„Scandalous” este un cântec al grupului muzical britanic Mis-Teeq. Acesta fost compus de Stargate pentru cel de-al doilea material discografic de studio al grupului, Eye Candy. Piesa a fost lansată ca primul single al albumului pe data de 27 martie 2003.
Discul a obținut locul 2 în UK Singles Chart, devenind cel de-al șaselea cântec al grupului ce obține o clasare de top 10. „Scandalous” a câștigat poziții de top 10 și în Australia, Danemarca, Irlanda și Noua Zeelandă, ajungând până pe locul 11 în topul european.

## Lista cântecelor
Disc single distribuit în Regatul Unit
1. „Scandalous” (editare radio)
2. „Scandalous” (remix de Oracle)
3. „Scandalous” (remix de Jazzwad)
4. „Scandalous” (remix de Blacksmith)
5. „Scandalous” (videoclip)

Disc single distribuit în Statele Unite ale Americii
1. „Scandalous” (editare radio)
2. „Scandalous” (remix de Blacksmith)
3. „Scandalous” (remix de Jazzwad)
4. „Scandalous” (remix de Rudeness)
5. „Scandalous” (remix de Bermudez & Griffin)

## Clasamente
| Clasament (2001 - 2002)       | Poziția maximă | Referință |
| ----------------------------- | -------------- | --------- |
| Australia Singles Chart       | 9              | [ 3 ]     |
| Belgium Singles Chart         | 19             | [ 3 ]     |
| Denmark Singles Chart         | 17             | [ 3 ]     |
| Euro 200                      | 11             | [ 4 ]     |
| Finland Singles Chart         | 19             | [ 3 ]     |
| France Singles Chart          | 27             | [ 3 ]     |
| Germany Singles Chart         | 59             | [ 3 ]     |
| Ireland Singles Chart         | 3              | [ 3 ]     |
| Italy Singles Chart           | 44             | [ 3 ]     |
| New Zeeland Singles Chart     | 4              | [ 3 ]     |
| Sweden Singles Chart          | 35             | [ 3 ]     |
| Swiss Singles Chart           | 35             | [ 3 ]     |
| UK Singles Chart              | 2              | [ 3 ]     |
| United World Chart            | 27             | [ 3 ]     |
| Clasament (2004)              | Poziția maximă | Referință |
| Billboard Hot 100             | 35             | [ 6 ]     |
| Billboard Hot Dance Club Play | 33             | [ 6 ]     |
| Billboard Hot Dance Airplay   | 7              | [ 6 ]     |